# 亨里克·塔林德
亨里克·塔林德（瑞典語：Henrik Tallinder，1979年1月10日—），瑞典男子冰球运动员。他曾代表瑞典参加2010年和2014年冬季奥林匹克运动会冰球比赛，其中2014年奥运会获得一枚银牌。